# معسكر خسرو أباد (مينوبار)
معسكر خسرو أباد (بالفارسية: خسروآباد) هي قرية تقع في إيران في قسم مينوبار الريفي. يقدر عدد سكانها بـ 165 نسمة .